# Gasteria obliqua
Gasteria obliqua är en grästrädsväxtart som först beskrevs av William Aiton, och fick sitt nu gällande namn av Henri Auguste Duval. Gasteria obliqua ingår i släktet Gasteria och familjen grästrädsväxter. Inga underarter finns listade i Catalogue of Life.

## Bildgalleri

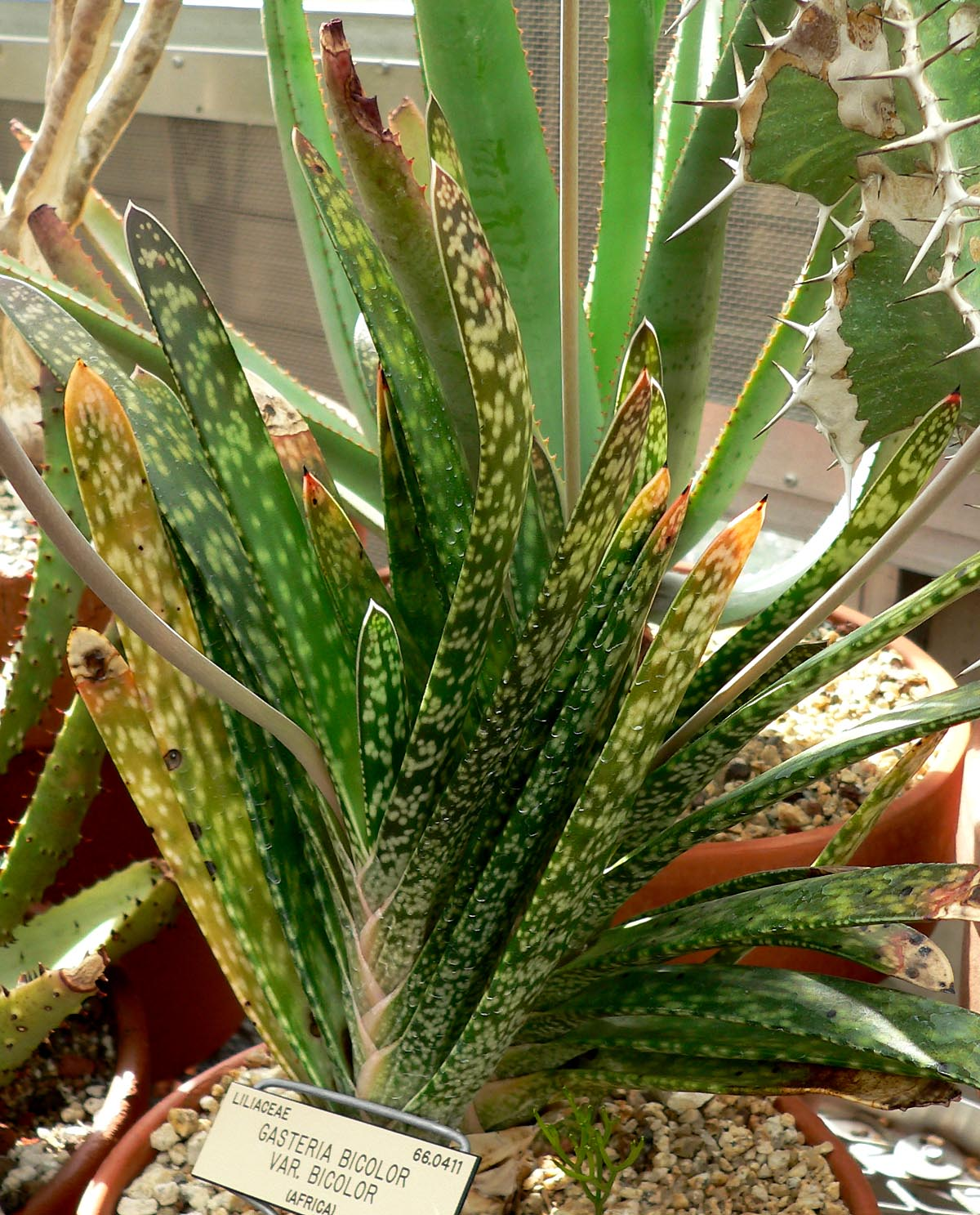
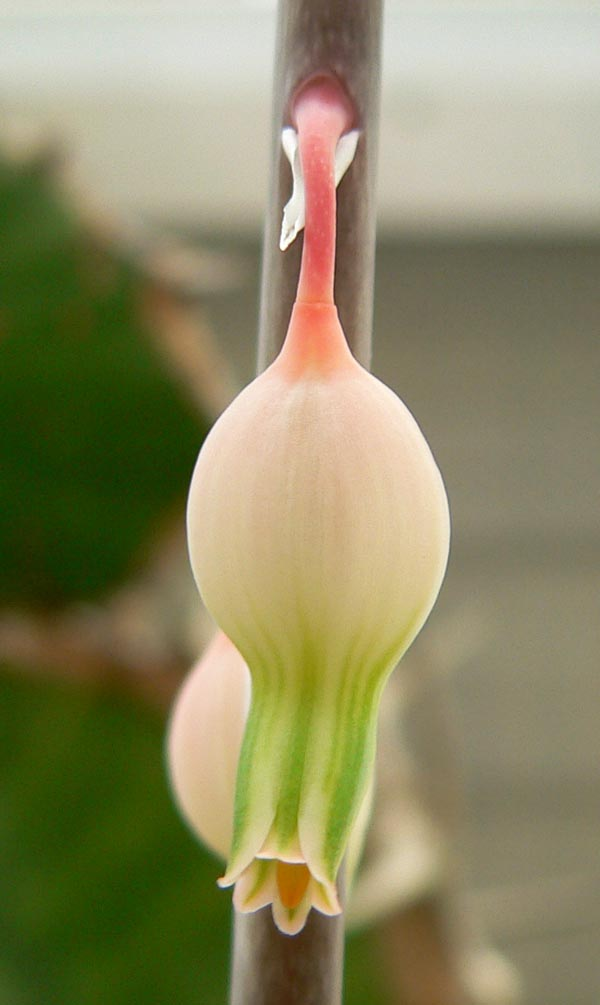
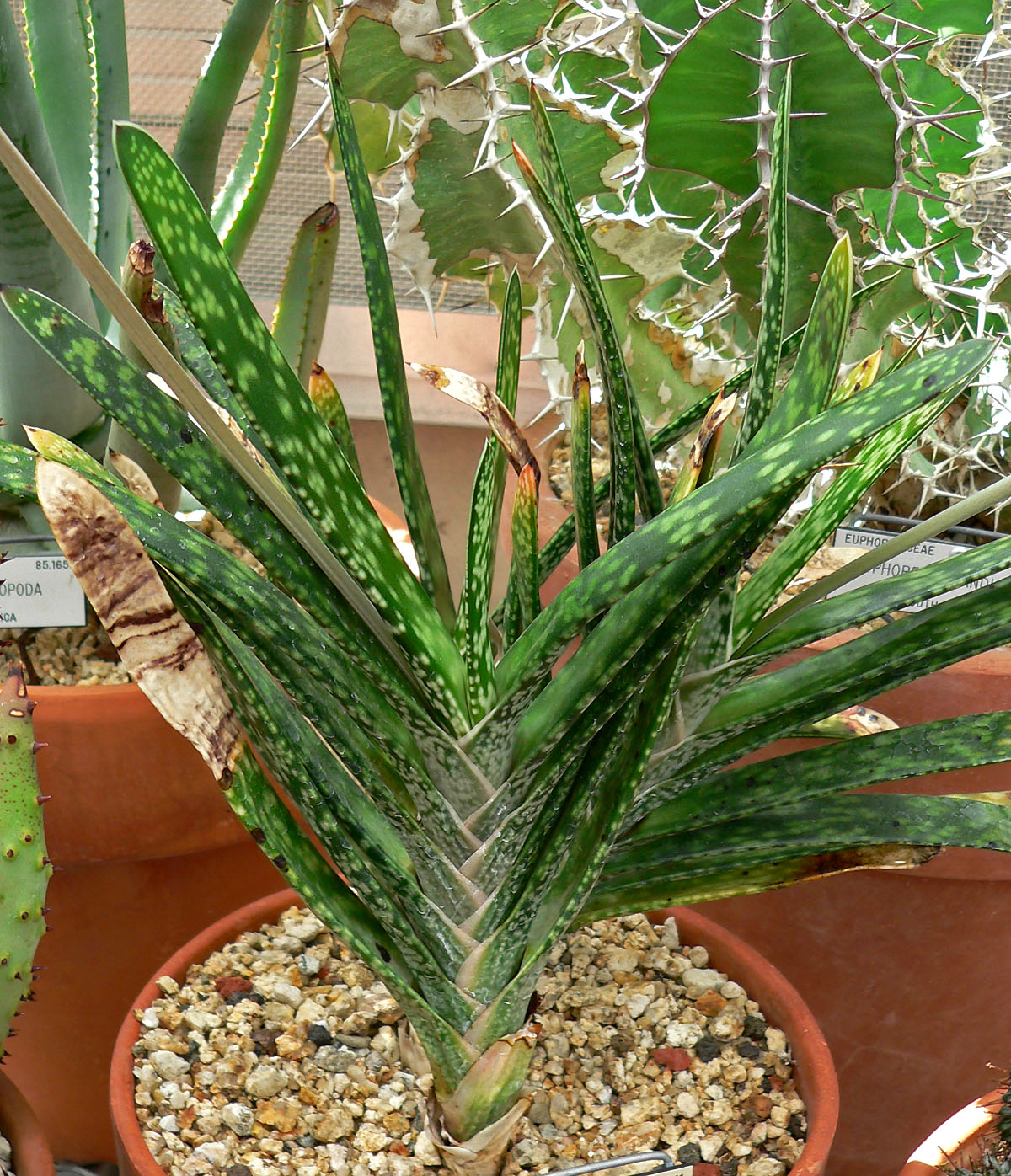
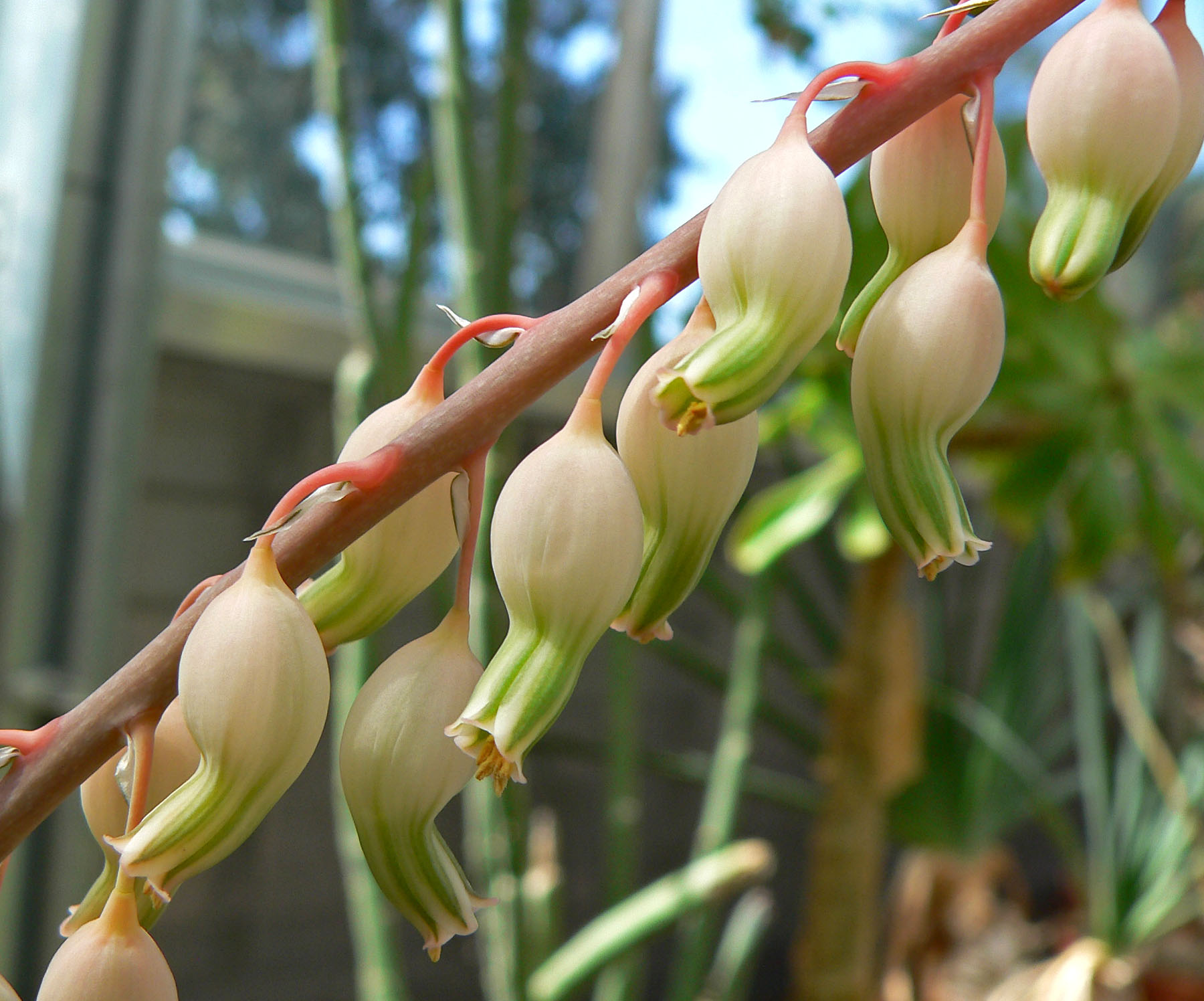
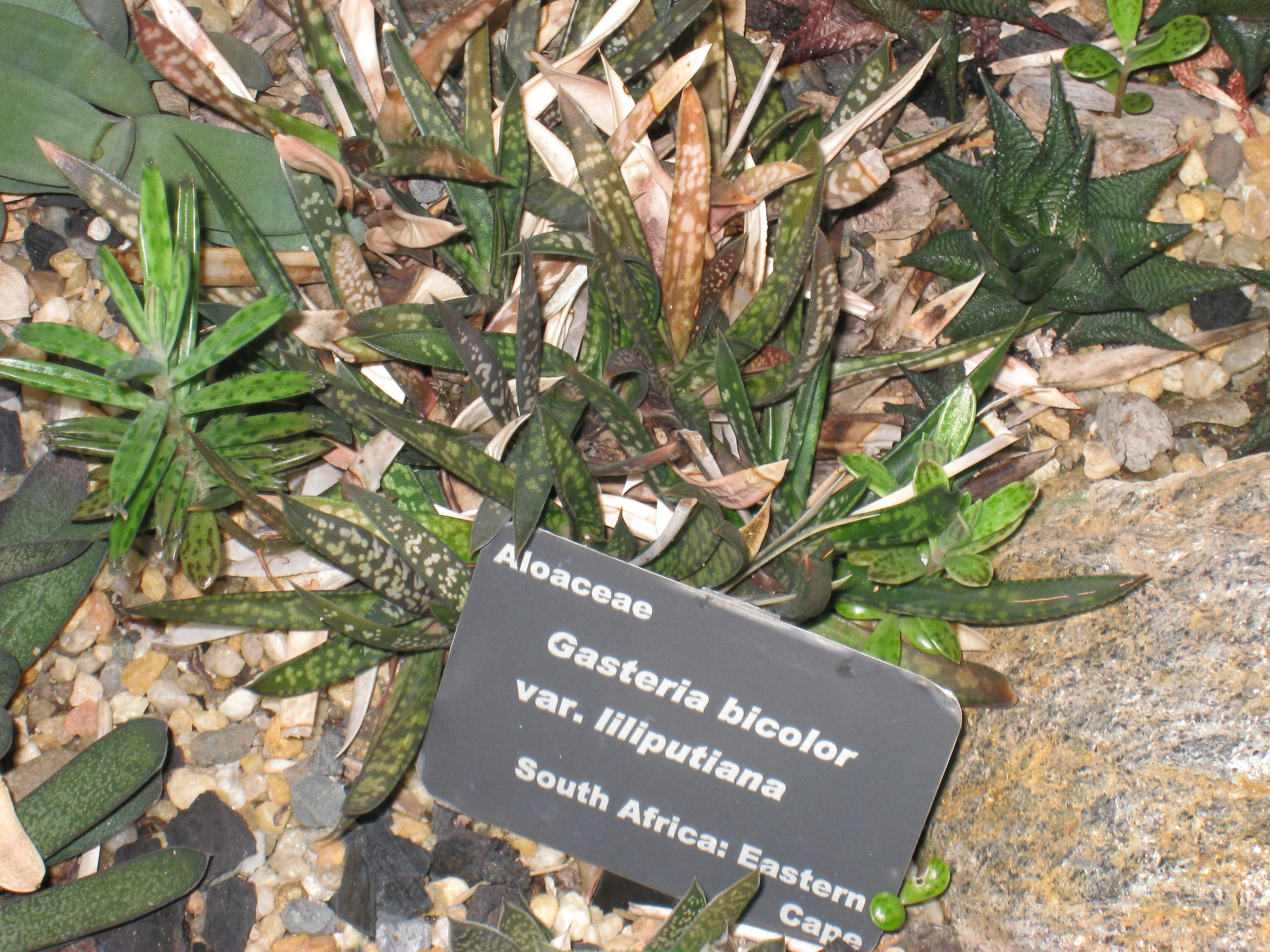
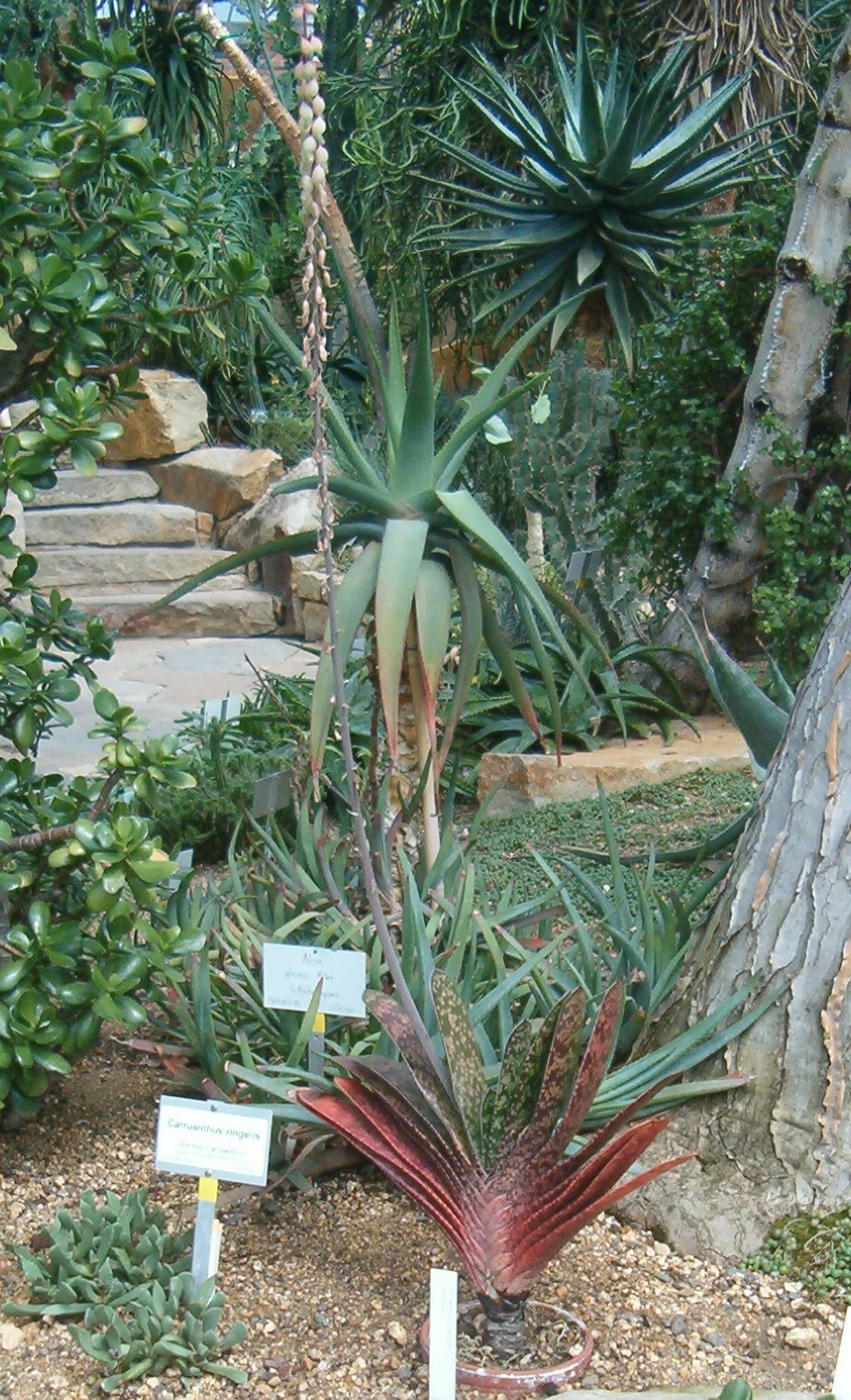